# Ohrbooten
Ohrbooten war eine Berliner Band, die in ihrer Musik Elemente aus Reggae, Ragga, Alternative und Hip-Hop mischt. Die Band bezeichnete ihren Stil als Gyp-Hop. Die Band hat sich 2017 aufgelöst und keine weiteren Veröffentlichungen zu verzeichnen.

## Geschichte
Die Ohrbooten wurden 2003 gegründet. Ihre Demoaufnahmen fielen der Band Die Toten Hosen auf, die sie 2005 unter Vertrag nahm. Bei JKP veröffentlichen die Ohrbooten im gleichen Jahr ihr erstes Album Spieltrieb.
Ben Pavlidis und Matze Jechlitschka traten vor der Bandgründung bereits einige Jahre als Straßenmusiker unter dem Namen Debaska auf.
Markus Lingner war vor den Ohrbooten bereits in vielen anderen Stilrichtungen unterwegs. So zum Beispiel im Jazz mit Sex im Stehen, Techno mit Berlin Bitch, im Pop als Percussionist für Jeanette Biedermann.
Außerdem arbeitete er an der neu aufgenommenen Version des Albums „Musik ist keine Lösung“ des Rappers Alligatoah mit und steuerte zwei Lieder dazu bei und spielt ebenso in der Liveband des Rappers.
Christopher Noodt spielte in seiner Zeit vor den Ohrbooten bereits in diversen Bands und Projekten. In der Spielzeit 2002/2003 war er als musikalischer Leiter am Maxim-Gorki-Theater in Berlin tätig. Neben den Ohrbooten arbeitete er mit unterschiedlichsten Künstlern zusammen, darunter FlowinImmO, Arto Lindsay und Vanilla Ninja. Außerdem improvisiert er Theatermusik bei Theatersport Berlin, hidden shakespeare und Die Bö. Aufgrund von unterschiedlichen Vorstellungen über die Zukunft der Band verließ er  2012 die Band.
Konzertstationen der Band waren unter anderem: Rock im Park, Rock am Ring, Hurricane Festival, Chiemsee Reggae Summer, Summerjam, Wutzrock, Reggae Jam, Das Fest, Abifestival, Folklore-Festival, Deichbrand in Cuxhaven und beim Taubertal-Festival.
Seit dem 14. Juli 2008 sind die Ohrbooten Paten des Projekts Schule ohne Rassismus – Schule mit Courage.
Am 21. Dezember 2017 spielten die Ohrbooten ihr vorerst letztes Konzert in Berlin. Sie hatten zuvor im April bekannt gegeben, eine Pause von mindestens einem Jahr einzulegen.

## Weitere Projekte
Benjamin Pavlidis betreibt mit seiner Tochter Chaja das Kinderlieder-Projekt Die Gäng. Die restlichen Ohrbooten-Sänger sind auf beiden Alben zu hören und unterstützen die beiden auch bei Liveauftritten.

## Diskografie

### Alben
| Datum             | Veröffentlichung                  | Medium            | Label                       |
| ----------------- | --------------------------------- | ----------------- | --------------------------- |
| 29. August 2005   | Spieltrieb                        | CD                | Jochens kleine Plattenfirma |
| 15./22. Juni 2007 | Babylon bei Boot                  | CD/12"            | Jochens kleine Plattenfirma |
| 28. August 2009   | Gyp Hop                           | CD/12"            | Jochens kleine Plattenfirma |
| 24. Mai 2013      | Alles für alle bis alles alle ist | CD/Vinyl/Download | BMG                         |
| 29. Mai 2015      | Tanz mal drüber nach              | CD/Vinyl/Download | Omn Label Services          |

### Singles
| Datum              | Veröffentlichung            | Medium   | Label                       | Bemerkung                   |
| ------------------ | --------------------------- | -------- | --------------------------- | --------------------------- |
| 5. August 2005     | An alle Ladies              | CD       | Jochens kleine Plattenfirma | Single                      |
| 4. November 2005   | Autobahn                    | CD       | Jochens kleine Plattenfirma | Single feat. Johnny Strange |
| 10. März 2006      | Und Tschüß!                 | CD       | Jochens kleine Plattenfirma | Single                      |
| 8. Juni 2007       | Bewegung                    | CD       | Jochens kleine Plattenfirma | Single                      |
| 21. September 2007 | Man lebt nur einmal         | Download | Jochens kleine Plattenfirma | eSingle                     |
| 21. August 2009    | Mit dem Kopf durch die Wand | Download | Jochens kleine Plattenfirma | eSingle                     |
| 6. November 2009   | 100 mal am Tag              | Download | Jochens kleine Plattenfirma | eSingle                     |

## Auszeichnung
- 2006: RUTH – Der deutsche Weltmusikpreis